# Интимак (Жетисайський район)
Интима́к (каз. Ынтымақ) — село у складі Жетисайського району Туркестанської області Казахстану. Входить до складу Жанааульського сільського округу.
До 1993 року село називалось Мікоян.
Населення — 7614 осіб (2021; 5384 у 2009, 4103 у 1999, 3095 у 1989).